# Cadre noir
Le Cadre Noir — команда инструкторов во французской военной академии верховой езды École Nationale d'Équitation в Сомюре на западе Франции, основанной в 1828 году. Она также выступает в качестве конноспортивной команды. Её название происходит от черной униформы, которая все еще используется сегодня. Считается одной из самых престижных школ верховой езды в мире.
Историческая роль Сомюрской кавалерийской школы заключалась в обеспечении подготовки офицеров и унтер-офицеров французской кавалерии. Стиль обучения, характерный для школы, был впервые преподан Франсуа Робишоном де ла Гериньером, французским мастером верховой езды короля Людовика XV и автором руководства École de Cavalerie, опубликованного в 1731 году. В 1843 году Франсуа Баучер ввел свой метод в школу. Это событие ознаменовало начало небольшой «войны» между виконтом д’Арем (руководителем школы) и Баучером, которая продолжалась в течение нескольких лет.
После Второй мировой войны конная часть французской армии была сокращена до нескольких эскадронов североафриканских спахи (расформированных в 1962 году) и в основном церемониальной кавалерии республиканской гвардии. В то время как потребность в чисто военной академии верховой езды почти исчезла, международный престиж французского конного спорта обеспечил выживание учебного центра в Сомюре в форме национальной школы верховой езды при Министерстве спорта.
Соответственно, в 1972 году вокруг Cadre Noir была образована Национальная школа верховой езды, которая обеспечивала основной преподавательский состав. Сегодня насчитывается около 50 лошадей и команда элитных наездников, обычно ограниченная до 22. Члены Cadre Noir имеют гражданский или военный статус. Военные и гражданские наездники различаются по знакам на воротнике: граната для военных или солнце для мирных жителей. Некоторые из всадников достигли высочайшего уровня международного спорта, будучи олимпийскими чемпионами или чемпионами мира.
В Cadre Noir в основном используются чистокровные, англо-аравийцы, ганноверы и французский сель, но также есть лошади лузитано для демонстрации стиля барокко 16-го и 17-го века. Чистокровные и англо-аравийцы используются для выездки на Гран-при и выступают индивидуально: pas de deux (две лошади), pas de trois (три лошади) и due quanité (четыре или более лошади). С ними работают либо в руках, либо верхом.